# Fram2
Fram2 was een commerciële bemande ruimtevlucht van SpaceX die is geboekt door crypto-ondernemer Chun Wang, een Maltees van Chinese afkomst. Het is de eerste bemande vlucht die in een polaire baan om de aarde vliegt. Dat wil zeggen dat deze een baan over de noord- en zuidpool volgt. De hoek zal 90° zijn en daarmee het record van de grootste hoek van Vostok 6 (65,09°) uit de boeken halen.  De boeking werd bekendgemaakt op 12 augustus 2024 en zou aanvankelijk eind 2024 worden gelanceerd. In oktober 2024 werd de vlucht uitgesteld naar het voorjaar van 2025 omdat de kans op gunstig lanceer- en landingsweer binnen een tijdsbestek van enkele dagen dan veel groter wordt geacht.

## Bemanning
| Positie          | Ruimtevaarder                                         |
| ---------------- | ----------------------------------------------------- |
| Gezagvoerder     | Noorwegen Jannicke Mikkelsen, privaat 1e ruimtevlucht |
| Piloot           | Australië Eric Philips, privaat 1e ruimtevlucht,      |
| Missieleider     | Malta Chun Wang, privaat 1e ruimtevlucht,             |
| Missiespecialist | Duitsland Rabea Rogge, privaat 1e ruimtevlucht        |